# Eupithecia lunata
Eupithecia lunata là một loài bướm đêm trong họ Geometridae.